# D hameçon
Ne doit pas être confondu avec l’eth ou le D barré.
Lettres similaires : Ð·Đ
Ɖ (minuscule : ɖ), appelé D africain ou D hameçon, est une lettre additionnelle de l’alphabet latin. Elle est principalement utilisée dans l’écriture de langues africaines.

## Utilisation
Dans l’alphabet phonétique international, d hameçon rétroflexe [ɖ] est un symbole utilisé pour représenter une consonne occlusive rétroflexe voisée. Il est composé d’un d et d’un crochet droit indiquant la rétroflexion. Il est proposé comme symbole, aux côtés d’autres symboles avec l’hameçon rétroflexe ‹ ʈ, ɭ, ɳ, ɽ, ʂ, ʐ › déjà utilisés dans l’alphabet dialectal suédois de Johan August Lundell, lors de la Conférence de Copenhague d’avril 1925 et est ajouté dans le tableau de l’API de 1932. Ces consonnes rétroflexes étaient auparavant représentées à l’aide du diacritique point souscrit, dans ce cas-ci [ḍ].
L’alphabet international africain de 1927 utilise cette lettre, suivant l’usage du symbole de l’alphabet phonétique international.

Eth majuscule différente du D africain majuscule dans l’alphabet africain de référence.

L'alphabet africain de référence (ou alphabet international de Niamey), créé en 1978 pour unifier l'écriture d'un grand nombre de langues africaines, utilise également un D barré, de capitale Ɖ et de minuscule ɖ.
Dans ce même alphabet, le eth minuscule est utilisé, sa forme majuscule est différente du eth majuscule classique et ressemble plus à la minuscule.
Le caractère est notamment utilisé dans les orthographes du fon-gbe, de l’aja-gbe, de l’akébou, et du bassa.

## Représentations informatiques
Le D hameçon possède les codages Unicode (latin étendu B, alphabet phonétique international) suivants :
| formes    | représentations | chaînes de caractères | points de code | descriptions                                 |
| --------- | --------------- | --------------------- | -------------- | -------------------------------------------- |
| capitale  | Ɖ               | Ɖ                     | U+0189         | lettre majuscule latine d africain           |
| minuscule | ɖ               | ɖ                     | U+0256         | lettre minuscule latine d hameçon rétroflexe |